# HNLMS Tjerk Hiddes (G16)
Pour les autres navires du même nom, voir HMS Nonpareil.
Le HNLMS Tjerk Hiddes est un destroyer de classe N en service Marine royale néerlandaise pendant la Seconde Guerre mondiale.
Construit à l'origine pour la Royal Navy sous le nom de HMS Nonpareil, le navire est vendu à la Marine hollandaise peu après le début de sa construction en mai 1940. Mis en service en octobre 1942, sous le nom de HNLMS Tjerk Hiddes, nommé d'après l'amiral hollandais Tjerk Hiddes de Vries, le destroyer opère la majeure partie de son service de guerre en collaboration avec la Royal Navy et l'US Navy dans l'océan Indien et au large de l'Australie. Après la guerre, le destroyer est vendu à la marine indonésienne et renommé KRI Gadjah Mada. Il est démoli en 1961.

## Historique
Les essais débutent le 6 mai et le destroyer est commissionné dans la marine hollandaise le 27 mai, étant assigné dans la 7e flottille de destroyers de l'Eastern Fleet (flotte de la Royal Navy britannique).

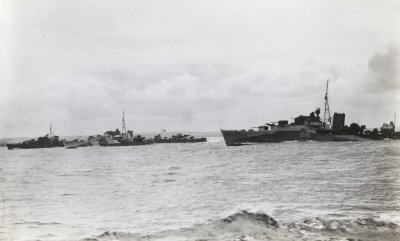
Les Tjerk Hiddes, et à Scapa Flow le 25 juin 1942.

Basé à Scapa Flow de juin à début de juillet, il opère dans la Home Fleet afin de se préparer en vue d'un futur déploiement à l'étranger. À la mi-juillet, depuis la Clyde, il rejoint l'escorte du convoi militaire WS21P pour l'océan Indien. Pendant le voyage, le 5 août, huit navires du convoi AS4, transportant du matériel pour la 8e armée en Égypte, se joints à eux. Le 20 août, le Tjerk Hiddes et le Nepal quittent le convoi pour se rendre à Mombasa, au Kenya.
En septembre, le Tjerk Hiddes rejoint les forces affectées au soutien des débarquements sur Madagascar (opération Streamline Jane), alors sous contrôle des forces de Vichy. Il participe également à des exercices préparatoires. Le 9 septembre, il appareille du port de Kilindini (Mombasa) pour rejoindre le convoi d'assaut et son escorte en direction de Majunga en vue des débarquements. Les deux destroyers hollandais, les Van Galen et Tjerk Hiddes, sont déployés en sentinelle pour le porte-avions HMS Illustrious.
Les 26 et 27 septembre, le Tjerk Hiddes retourne au port de Kilindini afin d'effectuer des tâches d'escorte de convois dans l'océan Indien. (À ce moment-là, d'autres navires de la 7e flottille revenaient du détachement en Méditerranée.) Les tâches d'escorte se poursuivirent jusqu'en octobre, date à laquelle il est redéployé pour la défense du convoi entre Sydney et Fremantle, sous le contrôle de la 7e flotte des États-Unis. Cette tâche se poursuit jusqu'en janvier 1944, à l’exception de trois voyages les 4, 11 et 15 décembre afin d'évacuer les troupes alliées et les civils du Timor.
Entre le 18 et le 24 février 1943, il est déployé avec son sister-ship Van Galen et les croiseurs HMAS Adelaide et HNLMS Tromp pour escorter un convoi de troupes transportant la 9e division australienne entre Fremantle et Melbourne (opération Pamphlet).
En janvier 1944, les navires hollandais Tjerk Hiddes, Van Galen et Tromp furent transférés dans l'Eastern Fleet. À son arrivée à Trinquemalay en février, le Tjerk Hiddes rejoint la 7e flottille de destroyers pour effectuer des vérifications de la flotte et assurer la protection des convois dans l'océan Indien. Du 22 au 24 février, il se joint à la traque infructueuse d'un forceur de blocus allemand en route du Japon vers l'Allemagne,.
Le 22 mars, le Tjerk Hiddes est déployé avec une flotte importante en vue d'un ravitaillement en mer et un rendez-vous avec le porte-avions américain USS Saratoga. Le destroyer hollandais opéra avec les unités du Commonwealth destinées à servir dans le Pacifique occidental (British Pacific Fleet) en collaboration avec la marine des États-Unis, attaquant des installations pétrolières japonaises.
Le Tjerk Hiddes retourna prématurément à Trincomalee le 25 mars à la suite de défauts mécaniques. Réparé jusqu'en juin, le destroyer reprend ses fonctions d'escorte de convois dans l'océan Indien.
En octobre 1944, il retourne au Royaume-Uni et rejoint la 8e flottille de destroyers à Plymouth, afin d'effectuer des tâches de convoyages dans la zone des atterrages du sud-ouest. Le destroyer rejoint Dundee pour un radoub de mai à août 1945, date à laquelle la guerre prit fin.
Le Tjerk Hiddes reprend du service dans la Marine royale néerlandaise après l'achèvement de son radoub à Dundee. Il reprend la route des Indes néerlandaises où il est vendu à l'Indonésie nouvellement indépendante en mars 1951. Il est rebaptisé KRI Gadjah Mada et devient le navire amiral de la marine indonésienne. Retiré du service en 1961, il est démoli la même année par la société F. Rijsdijk à Hendrik-Ido-Ambacht,.